# Wapen van Niawier

Wapen van Niawier

Het wapen van Niawier is het dorpswapen van het Nederlandse dorp Niawier, in de Friese gemeente Noardeast-Fryslân. Het wapen werd in 1988 geregistreerd.

## Beschrijving
De blazoenering van het wapen luidt als volgt:
In goud een uit de schildrand oprijzende terp van sinopel, boven vergezeld van een Jeruzalemkruis van keel.
De heraldische kleuren zijn: goud (goud), sinopel (groen) en keel (rood).

## Symboliek
- Terp: duidt op de terp waar het dorp op gelegen is, hetgeen ook terugkeert in het deel "wier" van de plaatsnaam.[3]
- Jeruzalemkruis: verwijst naar het klooster Sion in het dorp. De rode kleur is ontleend aan de wapens van het bisdom Utrecht en de landstreek Oostergo.[3]

Het wapen van Oostergo.

## Zie ook

Vlag van Niawier